# Leptothorax crassipilis
Leptothorax crassipilis es una especie de hormiga del género Leptothorax, tribu Crematogastrini, familia Formicidae. Fue descrita científicamente por Wheeler en 1917.
Se distribuye por México y los Estados Unidos. Se ha encontrado a elevaciones de hasta 2930 metros. Habita en pastizales, debajo de rocas, nidos y madera muerta.